# Anton Führer
Anton Führer (* 30. September 1854 in Limburg an der Lahn; † 20. Juli 1929 in Rheine) war ein deutscher Lehrer, Schulleiter und Autor.
Er studierte in München. Von 1899 bis 1921 war er Direktor des Gymnasiums Dionysianum in Rheine. Auch wurde er dort zum Geheimen Studienrat ernannt.
Der promovierte Philosoph und Alt-Philologe trat als Verfasser zahlreicher Lehrbücher für die Fächer Deutsch und Latein in Erscheinung.
Führer war Ehrenbürger der Stadt Rheine, über deren Geschichte er nach seiner Pensionierung ein Buch verfasste. Bereits 1917 hatte er eine kurze Stadtgeschichte publiziert. Die Straße, an der das Gymnasium liegt, ist heute nach ihm benannt.
Führer heiratete 1887 in Neuss Helene Busch († 1907) und war nach ihrem Tod ab 1907 in zweiter Ehe mit Therese Becker verheiratet. Er war achtfacher Vater, drei seiner Söhne fielen im Ersten Weltkrieg.

## Werke (Auswahl)
- Geschichte der Stadt Rheine. Von den ältesten Zeiten bis zur Gegenwart. A. Rieke Nachf., Rheine 1927 (Neuauflage 1974, Verlag der Buchhandlung Eckers)
- Kurze Geschichte der Stadt Rheine. Aschendorff, Münster 1917
- Geschichte des Gymnasiums Dionysianum in Rheine. A. Rieke, Rheine 1909